# M. P. Shiel

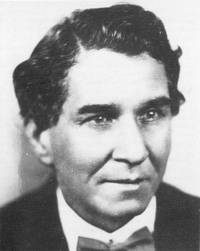
M. P. Shiel

Matthew Phipps Shiel (als Autor meist M. P. Shiel; geboren am 20. Juli 1865 in Plymouth, Montserrat, British West Indies; gestorben am 17. Februar 1947 in Chichester, West Sussex) war ein britischer Schriftsteller. Sein bekanntestes Werk ist der Zukunftsroman Die purpurne Wolke. 

## Leben
Shiel war das zehnte Kind und der einzige Sohn des aus Irland stammenden Kaufmanns und methodistischen Laienpredigers Matthew Dowdy Shiell – das zweite „l“ im Familiennamen ließ Shiel weg, als er zu publizieren begann – und von Priscilla Ann Blake, einer Mulattin, und wuchs auf der britischen Karibikinsel Montserrat auf. An seinem 15. Geburtstag wurde er seiner Darstellung nach als Filipe I. zum König von Santa Maria Redonda, einer kleinen, unbewohnten Insel nahe Antigua, die sein Vater angeblich 1865 für sich beansprucht hatte.
Er studierte zunächst am Harrison College in Barbados und absolvierte danach die Übersetzerschule des King’s College in London. Er scheint sprachbegabt gewesen zu sein und soll mehrere Sprachen beherrscht haben, darunter Griechisch, Latein, Italienisch, Französisch, Spanisch und Polnisch. Nach seinem Studium unterrichtete er eine Zeit lang Mathematik. Shiel soll anschließend medizinische Vorlesungen an der Medical School des St Bartholomew’s Hospital besucht haben, konnte sich aber für die Medizin nicht begeistern. 
1895 begann Shiel eine Reihe von Kurzgeschichten um den Protagonisten Prinz Zaleski zu veröffentlichen. Er war seit er 17 war von den Erzählungen Edgar Allan Poes begeistert, zugleich machten in jenen Jahren die Sherlock-Holmes-Geschichten von Arthur Conan Doyle Furore. Dementsprechend werden die Prinz-Zaleski-Geschichten von Sam Moskowitz als „Sherlock Holmes im House of Usher“ charakterisiert. Es folgte 1896 der Roman The Rajah's Sapphire und im folgenden Jahr die Erzählungssammlung Shapes in the Fire mit einigen der bizarrsten Beispiele von Shiels ausladender, barocker, mit schmückendem Beiwerk und extravaganter Terminologie überladener Prosa.
Um einen Eindruck vom Stil dieser Erzählungen zu geben, kann der erste Absatz von Phorfor (1896) als exemplarisch für Shiels purple prose dienen:

„At that more sombre season called Opora, which fills the interval between the rising of Sirius and the rising of Arcturus, when the cycled year dying as the phœnix, forest-leaves glow red-reflective of the conflagration, and birds fly migratory from the world-wide majesty of the pyre—I passed on horse-back over the blue and high-surging undulations of the Orchat Mountains, whose broad swell is as the Eastern heave of a jeweled bosom; thence through lower-lying slopes, and delicious groves of citron, almond, and maple; and thence through a seine of streams, over-waved by that bulbous Nile-lily which the Greeks called “lotus”; till, entering the domain of Phorfor, I drew up, as night fell, at the entrance of the far-reaching castle by the sea.“

Nicht in der Sammlung enthalten war eine bekanntere Erzählung Shiels’, Huguenin's Wife (deutsch Huguenins Frau), 1895 im Pall Mall Magazine erschienen, die erhebliche Ähnlichkeiten mit Poes House of Usher aufweist, wobei die am Schluss der Erzählung in Flammen aufgehende Behausung ein labyrinthisches Gebäude auf der sagenumwobenen griechischen Insel Delos ist, wo der Protagonist Huguenin lebt. Seine Frau, die Wiederverkörperung einer antiken Seherin, vielleicht auch einer Göttin, ist gestorben, nachdem Huguenin entsetzt und angeekelt gegen sie die Hand erhob, als sie ihm ihr Gemälde einer mythischen Bestie zeigte. Sie stirbt mit den Worten „Und dennoch magst Du es [das Monster] im Fleische sehen!“ Der Fluch geht in Erfüllung und aus dem Grab von Huguenins Frau springt eine Art gefiederter Panther und zerreißt ihn.
1898 erschien dann The Empress of the Earth zunächst in Fortsetzungen, im gleichen Jahr dann als Buch unter dem einprägsameren Titel The Yellow Danger. Zuvor waren einige Bücher erschienen, die einen zukünftigen Krieg in Europa zum Thema hatten, deren erstes und bekanntestes war George Chesneys The Battle of Dorking. In Shiels Version jedoch sind nicht die Deutschen die Gegner im zukünftigen Krieg, sondern die Mächte Asiens, die Europa überrennen, gelenkt von dem Chinesen Dr. Yen How, einem anerkannten Vorläufer von Sax Rohmers Dr. Fu Manchu. Ganz Europa jedoch nicht, Britannien widersteht und obsiegt schließlich durch Anwendung einer biologischen Waffe, welche die gelben Horden vernichtet. Man nahm später in Anspruch, der Begriff der „Gelben Gefahr“ ginge auf Shiels’ Buchtitel zurück.
Ein weiteres Buch über einen künftigen Krieg war The Lord of the Sea (1901), in dem Sam Moskowitz einen mit Hitlers Mein Kampf vergleichbaren Antisemitismus erkennen will, während Gary K. Wolfe die Darstellung der Juden im Roman differenzierter sieht. Der Protagonist des Romans ist selbst Jude, kommt durch Machenschaften eines anderen Juden ins Gefängnis, kann dem Gefängnis entfliehen und gelangt wie Alexandre Dumas’ Graf von Monte Christo in den Besitz gewaltiger Reichtümer, die es ihm erlauben, riesige schwimmende Seefestungen zu bauen, mit denen er sich die Herrschaft über die Weltmeere sichert und so zum Herrn der Meere („Lord of the Sea“) und schließlich auch zum Herrscher Britanniens wird. Als solcher zwingt er die Juden zur Auswanderung nach Palästina, wohin er sich in einer Rolle als Messias der Juden schließlich selbst begibt. Wolfe zufolge fänden sich in dem Roman zwar einige für die Zeit nicht untypische antisemitische Stereotype, andererseits sieht Shiels in den Juden den verkörperten „Geist der Gerechtigkeit“ und stellt mit seinem Protagonisten eine Art jüdischen Übermenschen durchaus positiv dar.
1901 dann erschien Shiels’ bekanntestes Buch The Purple Cloud (deutsch Die purpurne Wolke), seither immer wieder aufgelegt und neben dem Deutschen auch ins Französische und Italienische übersetzt. Es handelt sich um das zuvor in Mary Shelleys The Last Man und inzwischen in einer ganzen Reihe von Büchern von Richard Mathesons Ich bin Legende bis zu Herbert Rosendorfers Großes Solo für Anton sowie Filmen, Fernsehserien und Comics behandelte Thema des „Letzten Menschen“ – die Menschheit ist durch eine Seuche oder sonstige Katastrophe ausgelöscht und der Protagonist findet sich in einer unbewohnten Welt wieder. 
Bei Shiels ist das Adam Jeffson, Teilnehmer an einer Expedition zum Nordpol und deren einziger Überlebender, nachdem er den Rest der Expedition umgebracht hat. Als er mit den Reichtümern des Nordpols – selbiger zieht nämlich diamanthaltige Meteoriten magnetisch an – in die Zivilisation zurückkehren will, stellt er fest, dass der Rest der Menschheit einem aus Erdspalten strömendem purpurnen Gas zum Opfer gefallen ist. Es folgen dann Jeffsons Aufzeichnungen einer zwanzigjährigen Odyssee durch die ausgestorbenen Städte der Welt, die er teils anzündet, teils sich ihre Kunstschätze aneignet. Schließlich findet er in Istanbul eine Überlebende, ein Mädchen, das zum Zeitpunkt der Katastrophe ein Kind und in einem unterirdischen Verlies eingeschlossen war, daher weder Menschen noch menschliche Sprache kennt, sich also im unschuldigen Zustand der tabula rasa befindet. Durch das Zusammensein mit dem Mädchen entkommt Jeffson dem Wahnsinn, dem er zunehmend verfallen war und das Paar macht sich daran, die Erde neu zu bevölkern. Der Roman wurde von H. G. Wells, Hugh Walpole und Arthur Machen begeistert gelobt, wobei Gary K. Wolfe („the novel may not quite deserve the lavish praise heaped on it“) und Sam Moskowitz die Berechtigung solchen Enthusiasmus’ in Zweifel ziehen.

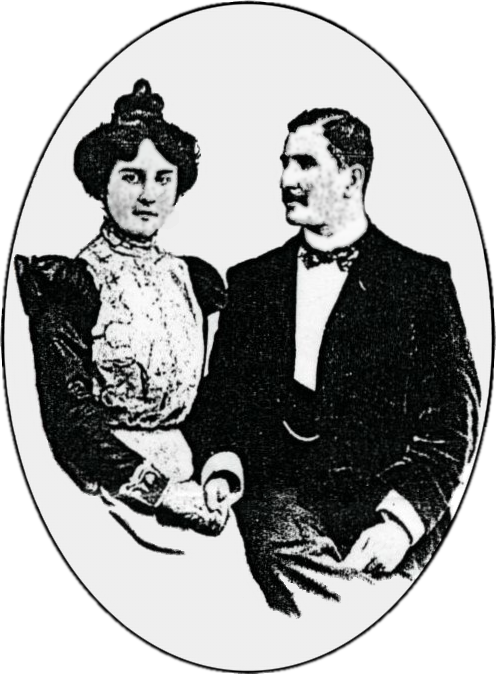
Shiels mit seiner ersten Frau Caroline 1901

Shiel war zweimal verheiratet, erstmals mit 1898 Carolina García Gomez, mit der er eine Tochter hatte. 1903 verließ er in Paris die Familie. Kurz darauf starb seine Frau. 1919 heiratete Shiels Esther Lydia Furley, die ihrerseits ihn 1929 verließ.

Flagge des „Königreichs Redonda“

Gegen Ende seines Lebens war Shiel verarmt und weitgehend vergessen. In diesen Jahren gewann die Insel Redonda, zu deren König sein Vater ihn mit 15 Jahren gemacht hatte, erneut an Bedeutung. Shiel hatte zwar nie diesen Anspruch aktiv verfolgt wie sein Vater, der 15 Jahre lang eine Auseinandersetzung mit den britischen Behörden um dessen Durchsetzung geführt hatte, er nutzte aber seine „Königswürde“, um seine Freunde und Bekannten mit Titeln und Würden zu versehen. So war der Verleger Victor Gollancz Großherzog von Redonda, Alfred A. Knopf, Ellery Queen und Dylan Thomas wurden Herzöge. Nick Middleton zufolge waren geringere Würden schon wesentlich billiger zu haben: In der Alma Tavern, Westbourne Grove, im Londoner Stadtteil Notting Hill war der alte Shiel Stammgast und wer ihm ein Bier ausgab, konnte dafür mit einer auf eine Serviette gekritzelten Urkunde belohnt werden, die ihn zum Ritter der Insel Redonda machte. Ob als stillschweigender Ausgleich für entgangene Einkünfte als Guanokönig – Guano nämlich war das einzige Produkt Redondas, wurde dort abgebaut und als Dünger nach Deutschland verschifft – oder ob als Anerkennung für einen verdienten Autor, die britische Regierung setzte ihm 1938 eine jährliche Rente von 60 Pfund aus, die später noch erhöht wurde. 
1947 ist Shiel im Alter von 82 Jahren gestorben. Nach Shiels Tod wurde dessen Freund und Nachlassverwalter John Gawsworth als Juan I. sein Nachfolger als König von Redonda. Damit wurde eine „literarische Dynastie“ begründet, die bis zu Javier Marías reicht. Die Hauptpflicht des jeweiligen Königs ist es, sich der Verbreitung des Werks von M. P. Shiel anzunehmen. Die Thronfolge ist jedoch nach Gawsworths Tod 1967 umstritten, so dass es gegenwärtig mindestens drei rivalisierende Prätendenten für den Thron gibt.
Sammlungen zu Shiels befinden sich in der Olin Library des Rollins College in Winter Park, Florida, und am Humanities Research Center der University of Texas at Austin. Beide Bestände gehen auf Sammlungen von A. Reynolds Morse zurück, der eine umfassende Bibliografie zu Shiel verfasst hat. Die Summe dieser Materialien und Archivalien soll Shiels’ Leben und Werk vollständiger dokumentieren als bei irgendeinem anderen Science-Fiction-Autor mit Ausnahme von Verne und Wells.

## Bibliografie
Cummings King Monk (Kurzgeschichten)
- He Defines "Greatness of Mind" (1911)
- He Meddles With Women (1911)
- He Wakes an Echo (1911, auch als Monk Wakes an Echo, 1948)

Prince Zaleski (Kurzgeschichten)
- The Race of Orven (1895)
- The S.S. (1895)
- The Stone of the Edmundsbury Monks (1895)
- The Return of Prince Zaleski (1955)

Sammlungen:
- Prince Zaleski (1895)
- Prince Zaleski (2002, erweiterte Fassung)
  - Deutsch: Prinz Zaleski. Übersetzt von Joachim Körber. Edition Phantasia, Bellheim 2017, ISBN 978-3-924959-98-2.

Romane
- The Rajah's Sapphire (1896)
- An American Emperor (1897, mit Louis Tracy, als Gordon Holmes)
- The Empress of the Earth (1898, auch als The Yellow Danger)
- Cold Steel (1899)
- Contraband of War (1899)
- The Man-Stealers (1900, überarbeitete Fassung 1927)
- The Lord of the Sea (1901)
- The Purple Cloud (1901)
  - Deutsch: Die purpurne Wolke, deutsche Übersetzung von Hans Maeter, Heyne Science Fiction & Fantasy #3859, 1982, ISBN 3-453-30789-5; deutsche Übersetzung von Peter Torberg, Berlin : AB - Die Andere Bibliothek, 2023, ISBN 978-3-8477-0462-1
- The Weird o’ It (1902)
- Unto the Third Generation (1903)
- The Evil That Men Do (1904)
- The Lost Viol (1905)
- The Yellow Wave (1905)
- The Last Miracle (1906)
- The Late Tenant (1907, mit Louis Tracy, als Gordon Holmes)
- The Isle of Lies (1908)
- The White Wedding (1908)
- This Knot of Life (1909)
- By Force of Circumstances (1909, mit Louis Tracy, als Gordon Holmes)
- The House of Silence (1911, auch als The Silent, 1911, mit Louis Tracy, als Gordon Holmes)
- The Dragon (1913, auch als The Yellow Peril, 1929)
- Children of the Wind (1923)
- How the Old Woman Got Home (1928)
- Dr. Krasinski's Secret (1929)
- The Black Box (1930)
- This Above All (1933)
- Say Au R'voir, But Not Goodbye (1933)
- The Young Men Are Coming! (1937)
- The New King (1980)

Sammlungen 
- Shapes in the Fire (1896)
- The Pale Ape: and Other Pulses (1911)
- Here Comes the Lady (1928)
- The Invisible Voices (1935)
- The Best Short Stories of M.P. Shiel (1948)
- Xelucha and Others (1975)
- Prince Zaleski and Cummings King Monk (1977, Zusammenstellung von Zaleski- und Monk-Geschichten)
- The Empress of the Earth 1898; The Purple Cloud 1901; Some Short Stories (1979)
- The House of Sounds and Others (2005)
- Haunts & Horrors: Strange & Supernatural Fiction by M.P. Shiel (2012)

Deutsche Zusammenstellung:
- Huguenins Frau : Phantastische Erzählungen. Hrsg. und mit einem Vorwort von Javier Marías. Aus dem Englischen von Wolfgang Krege, aus dem Spanischen von Carina von Enzenberg. Klett-Cotta, Stuttgart 2006, ISBN 3-608-93631-9 (zugrundeliegende spanische Zusammenstellung: La mujer de Huguenin).

Kurzgeschichten
Wird bei Kurzgeschichten als Quelle nur Titel und Jahr angegeben, so findet sich die vollständige Angabe unter Sammlungen.
- Huguenin's Wife (1895)
  - Deutsch: Huguenins Weib. In: Huguenins Frau. 2006. Auch in: Frank Rainer Scheck, Erik Hauser (Hrsg.): Als ich tot war, Band 2. Blitz (Blitz Meisterwerke der dunklen Phantastik #2), 2008, ISBN 978-3-89840-272-9.
- The Case of Euphemia Raphash (1895)
- Maria in the Rose-Bush (1896)
- Phorfor (1896)
- Premier and Maker (1896)
- The Serpent-Ship (1896)
- Tulsah (1896)
  - Deutsch: Tulsa. In: Frank Rainer Scheck, Erik Hauser (Hrsg.): Als ich tot war, Band 2. Blitz (Blitz Meisterwerke der dunklen Phantastik #2), 2008, ISBN 978-3-89840-272-9.
- Vaila (1896)
  - Deutsch: Vaila. In: Huguenins Frau. 2006. Auch in: Frank Rainer Scheck, Erik Hauser (Hrsg.): Als ich tot war, Band 2. Blitz (Blitz Meisterwerke der dunklen Phantastik #2), 2008, ISBN 978-3-89840-272-9.
- Xélucha (1896)
- The Spectre-Ship (1896)
- Page from First Edition of The Lord of the Sea (1901)
- The Last Man Alive (1901)
- The Bride (1902)
  - Deutsch: Die Braut. In: Huguenins Frau. 2006.
- Many a Tear (1908)
- A Bundle of Letters (1911)
- Cummings King Monk (1911)
- The Great King (1911)
- The House of Sounds (1911)
  - Deutsch: Das Haus im Sturm. In: Frank Festa (Hrsg.): Lovecrafts dunkle Idole. Blitz (H. P. Lovecrafts Bibliothek des Schreckens #1), 1999, ISBN 3-932171-98-5.
- The Pale Ape (1911)
  - Deutsch: Der bleiche Affe. In: Huguenins Frau. 2006.
- Dark Lot of One Soul (1912)
  - Deutsch: Elendes Los eines gewissen Saul. In: Huguenins Frau. 2006.
- The Place of Pain (1914)
- Page from Revised Edition of The Lord of the Sea (1924)
- No. 16 Brooke Street (1928)
- The Bell of St. Sepulchre (1928)
- The Corner in Cotton (1928)
- The Primate of the Rose (1928)
  - Deutsch: Der Primas der Rose. In: Huguenins Frau. 2006.
- The Tale of Adam and Hannah (1928)
- The Tale of Charley and Barbara (1928)
- The Tale of Gaston and Mathilde (1928)
- The Tale of Henry and Rowena (1928)
- The Tale of Hugh and Agatha (1928)
- The Tale of One in Two (1928)
- The Future Day (1928)
- A Night in Venice (1932)
- The Flying Cat (1932)
- How Life Climbs (1934)
- The Globe of Gold-Fish (1934)
- At The Eleventh Hour (1935)
- The Death-Dance (1935)
- The Purchester Instrument (1935)
- The ‘Master’ (1936, mit John Gawsworth, als M. P. Shiel und Fytton Armstrong)
- The Falls Scandal (1936, mit John Gawsworth, als M. P. Shiel und Fytton Armstrong)
- First Proclamation of Juan R., King of Redonda (1948)
- Manuscript Page from Jesus (1948)
- Manuscript Page of the Revised Yellow Danger (1948)
- A Shot at the Sun (1979)
- The Hargen Inheritance (2002, mit John Gawsworth)
- The Missing Merchants (2002, mit John Gawsworth)
- The Murena Murder (2002, mit John Gawsworth)

Sachliteratur
- Science, Life and Literature (1950)